# Jan de Groef
Jan de Groef MAfr (Beigem, Flemish Brabant, Bélgica, 7 de janeiro de 1948) é Bispo de Belém na África do Sul.
Jan de Groef ingressou na Sociedade dos Missionários da África (Padres Brancos) e estudou teologia católica em Londres. Emitiu a profissão em 13 de janeiro de 1979 e foi ordenado sacerdote em 7 de julho de 1979 em Beigem, perto de Grimbergen.
Ele inicialmente trabalhou como missionário em Malawi. De 1981 a 1989 foi Superior da Ordem em Phuthaditjhaba e Bohlokong na diocese sul-africana de Belém e pároco em Belém (Província do Estado Livre). De 1990 a 1994 esteve envolvido na formação missionária na Bélgica. Em 1995 aprendeu a língua bantu isiZulu em Mtubatuba, província de KwaZulu-Natal. Ele era então pároco em Siyabuswa na Arquidiocese de Pretória.
Após estudos de pós-graduação em espiritualidade em Paris e Le Châtelard, ele ensinou missionários em Bobo-Dioulasso, no estado de Burkina Faso, na África Ocidental, a partir de 1999. Em 2003 foi novamente nomeado pároco da paróquia de Siyabuswa na Arquidiocese de Pretória. A partir de 2006 ocupou cargos gerenciais na Cedara em KwaZulu-Natal.
Papa Bento XVI nomeou-o Bispo da Diocese de Belém em 31 de dezembro de 2008; ele sucede Hubert Bucher, cuja renúncia Bento XVI aceitou no mesmo dia. Em 28 de março de 2009, Jabulani Adatus Nxumalo, Arcebispo de Bloemfontein, o ordenou bispo com a ajuda de James Patrick Green, Núncio Apostólico na África do Sul, e seu predecessor Hubert Bucher.